# Persone di nome Julio
| Questa pagina contiene informazioni ricavate automaticamente dalle voci biografiche con l'ausilio del template Bio e di un bot. L'aggiornamento è periodico e automatico e ricostruisce completamente la pagina. Se manca una persona in questa lista, sei pregato di non aggiungerla, ma accertati piuttosto che la sua voce biografica contenga il template Bio e che i dati anagrafici siano correttamente compilati. Se il template Bio manca, inseriscilo tu stesso o, in alternativa, metti l'avviso {{tmp\|Bio}} che ne segnala la mancanza. Se i dati riportati sono sbagliati, correggi direttamente la voce biografica; le modifiche saranno visibili in questa lista entro pochi giorni. Per chiarimenti vedi il progetto antroponimi. La lista contiene solo le 247 persone che sono citate nell'enciclopedia e per le quali è stato implementato correttamente il template Bio. Pagina aggiornata al 16 ott 2024. |

Questa è una lista di persone presenti nell'enciclopedia che hanno il prenome Julio, suddivise per attività principale.

## Allenatori di calcio(16)
- Julio César Antúnez, allenatore di calcio e ex calciatore uruguaiano (Montevideo, n. 1956)
- Julio Arca, allenatore di calcio e ex calciatore argentino (Quilmes, n. 1981)
- Julio César Arzú, allenatore di calcio e ex calciatore honduregno (Tegucigalpa, n. 1954)
- Julio Asad, allenatore di calcio e ex calciatore argentino (Buenos Aires, n. 1953)
- Julio César Baldivieso, allenatore di calcio e ex calciatore boliviano (Cochabamba, n. 1971)
- Julio Cardeñosa, allenatore di calcio e ex calciatore spagnolo (Valladolid, n. 1949)
- Julio Comesaña, allenatore di calcio e ex calciatore uruguaiano (Montevideo, n. 1948)
- Julio César Cortés, allenatore di calcio e ex calciatore uruguaiano (Montevideo, n. 1941)
- Julio César Dely Valdés, allenatore di calcio e ex calciatore panamense (Colón, n. 1967)
- Julio César Falcioni, allenatore di calcio e ex calciatore argentino (Buenos Aires, n. 1956)
- Julio Libonatti, allenatore di calcio e calciatore argentino (Rosario, n. 1901 - Rosario, † 1981)
- Julio Antonio Medina, allenatore di calcio e ex calciatore panamense (Panama, n. 1976)
- Julio Olarticoechea, allenatore di calcio e ex calciatore argentino (Saladillo, n. 1958)
- Julio César Ribas, allenatore di calcio e ex calciatore uruguaiano (Rivera, n. 1957)
- Julio César Uribe, allenatore di calcio e ex calciatore peruviano (Lima, n. 1958)
- Julio Velázquez, allenatore di calcio spagnolo (Salamanca, n. 1981)

## Allenatori di pallacanestro(1)
- Julio Lamas, allenatore di pallacanestro argentino (Buenos Aires, n. 1964)

## Allenatori di pallavolo(1)
- Julio Velasco, allenatore di pallavolo e dirigente sportivo argentino (La Plata, n. 1952)

## Antropologi(1)
- Julio Caro Baroja, antropologo, storico e linguista spagnolo (Madrid, n. 1914 - Vera de Bidasoa, † 1995)

## Archeologi(1)
- Julio César Tello, archeologo peruviano (n. 1880 - Lima, † 1947)

## Architetti(1)
- Julio Lafuente, architetto spagnolo (Madrid, n. 1921 - Roma, † 2013)

## Artisti(1)
- Julio Larraz, artista cubano (L'Avana, n. 1944)

## Astronomi(2)
- Julio Ángel Fernández, astronomo uruguaiano (Montevideo, n. 1946)
- Julio Fernando Navarro, astronomo argentino (Santiago del Estero, n. 1962)

## Atleti paralimpici(1)
- Julio Requena, ex atleta paralimpico spagnolo (León, n. 1969)

## Attori(8)
- Julio Cesar Cedillo, attore statunitense (Durango, n. 1970)
- Julio Chávez, attore argentino (Buenos Aires, n. 1956)
- Julio Oscar Mechoso, attore statunitense (Miami, n. 1955 - Burbank, † 2017)
- Julio Peña Fernández, attore e cantante spagnolo (San Sebastián, n. 2000)
- Julio Peña, attore spagnolo (Madrid, n. 1912 - Marbella, † 1972)
- Julio Riscal, attore spagnolo (Madrid, n. 1928 - Salamanca, † 2008)
- Naim Sibara, attore, musicista e comico argentino (Luan Toro, n. 1966)
- Julio Torres, attore, comico e sceneggiatore salvadoregno (San Salvador, n. 1987)

## Avvocati(1)
- Julio César Strassera, avvocato e giurista argentino (Buenos Aires, n. 1933 - Buenos Aires, † 2015)

## Banchieri(1)
- Julio Herrera Velutini, banchiere venezuelano (n. 1971)

## Batteristi(1)
- Roberto Valverde, batterista colombiano (Cali, n. 1955)

## Canottieri(1)
- Julio Curatella, canottiere argentino (Buenos Aires, n. 1911 - Buenos Aires, † 1995)

## Cantanti(2)
- Julio Iglesias, cantante spagnolo (Madrid, n. 1943)
- Julio Jaramillo, cantante ecuadoriano (Guayaquil, n. 1935 - Guayaquil, † 1978)

## Cardinali(2)
- Julio Rosales y Ras, cardinale e arcivescovo cattolico filippino (Calbayog, n. 1906 - Cebu, † 1983)
- Julio Terrazas Sandoval, cardinale e arcivescovo cattolico boliviano (Vallegrande, n. 1936 - Santa Cruz de la Sierra, † 2015)

## Cestisti(12)
- Julio Andrade, cestista panamense († 2019)
- César Fernández, ex cestista paraguaiano (Asunción, n. 1942)
- Julio Gallardo Quijano, cestista messicano (El Paso, n. 1958 - † 2011)
- Julio Gámez, cestista dominicano (Santo Domingo, n. 1921 - † 2011)
- Julio César Gómez, cestista uruguaiano (Montevideo, n. 1940 - Montevideo, † 2022)
- Julio César Gully, ex cestista uruguaiano (San José de Mayo, n. 1928)
- Julio Mázzaro, ex cestista argentino (Villa Regina, n. 1979)
- Julio Osorio, cestista panamense (Panama, n. 1939 - Panama, † 2022)
- Julio Pereyra, cestista e allenatore di pallacanestro uruguaiano (n. 1963 - † 2016)
- Julio César Re, cestista paraguaiano (Asunción, n. 1931 - † 2005)
- Julio Rodríguez, ex cestista argentino (Morón, n. 1966)
- Julio Toro, ex cestista e allenatore di pallacanestro portoricano (Santurce, n. 1943)

## Chitarristi(1)
- Julio Salvador Sagreras, chitarrista, compositore e insegnante argentino (Buenos Aires, n. 1879 - Buenos Aires, † 1942)

## Ciclisti su strada(5)
- Julio César Cadena, ex ciclista su strada colombiano (Fusagasugá, n. 1963)
- Alfonso Gutiérrez, ex ciclista su strada spagnolo (Torrelavega, n. 1961)
- Julio Jiménez, ciclista su strada e pistard spagnolo (Avila, n. 1934 - Avila, † 2022)
- Julio César Ortegón, ex ciclista su strada colombiano (Cáqueza, n. 1968)
- Julio Alberto Pérez Cuapio, ex ciclista su strada messicano (Tlaxcala de Xicohténcatl, n. 1977)

## Compositori(2)
- Felipe Pinglo Alva, compositore e chitarrista peruviano (Lima, n. 1899 - Lima, † 1936)
- Julio de la Rosa, compositore e cantante spagnolo (Jerez de la Frontera, n. 1972)

## Direttori d'orchestra(1)
- Julio García Vico, direttore d'orchestra e pianista spagnolo (Cadice, n. 1992)

## Dirigenti sportivi(5)
- José Degrossi, dirigente sportivo argentino († 1967)
- Julio Grondona, dirigente sportivo argentino (Avellaneda, n. 1931 - Buenos Aires, † 2014)
- Julio Maglione, dirigente sportivo uruguaiano (Montevideo, n. 1935)
- Julio Planisi, dirigente sportivo argentino
- Julio Santaella, dirigente sportivo e calciatore spagnolo (Santa Cruz de Tenerife, n. 1938 - Santa Cruz de Tenerife, † 2019)

## Fumettisti(1)
- Julio Ribéra, fumettista spagnolo (Barcellona, n. 1927 - Chambéry, † 2018)

## Generali(2)
- Julio Canessa, generale e politico cileno (Antofagasta, n. 1925 - Santiago del Cile, † 2015)
- Julio Casas Regueiro, generale e politico cubano (Santiago di Cuba, n. 1936 - L'Avana, † 2011)

## Giocatori di baseball(3)
- J.D. Martinez, giocatore di baseball statunitense (Miami, n. 1987)
- Julio Teherán, giocatore di baseball colombiano (Cartagena de Indias, n. 1991)
- Julio Urías, giocatore di baseball messicano (Culiacán, n. 1996)

## Giocatori di calcio a 5(3)
- Julio Fernández Correa, ex giocatore di calcio a 5 e allenatore di calcio a 5 spagnolo (San Cibrao, n. 1961)
- Julio García Mera, ex giocatore di calcio a 5 spagnolo (Madrid, n. 1972)
- Julio César Simonato Cordeiro, giocatore di calcio a 5 brasiliano (San Paolo, n. 1976)

## Ingegneri(1)
- Julio Cobos, ingegnere e politico argentino (Mendoza, n. 1955)

## Lottatori(1)
- Julio Tamussin, lottatore italiano (Forni Avoltri, n. 1943 - Bari, † 2015)

## Maratoneti(1)
- Julio Rey, maratoneta spagnolo (Toledo, n. 1972)

## Militari(2)
- Julio Mangada Rosenörn, ufficiale e esperantista spagnolo (Sancti Spíritus, n. 1877 - Città del Messico, † 1946)
- Julio Adalberto Rivera, militare e politico salvadoregno (Sonsonate, n. 1921 - Houston, † 1973)

## Musicisti(1)
- Julio Numhauser, musicista cileno (Santiago del Cile, n. 1940)

## Pallanuotisti(2)
- Julio César Costemalle, pallanuotista uruguaiano (Montevideo, n. 1914)
- Julio López, pallanuotista uruguaiano (Montevideo, n. 1922)

## Pallavolisti(1)
- Julio Cárdenas, pallavolista cubano (Matanzas, n. 2000)

## Pittori(2)
- Julio Ducuron, pittore argentino (Río Cuarto, n. 1946)
- Julio Romero de Torres, pittore spagnolo (Cordova, n. 1880 - Cordova, † 1930)

## Poeti(4)
- Julio Arboleda Pombo, poeta e politico colombiano (Popayán, n. 1817 - Barruecos, † 1862)
- Julio Flórez, poeta colombiano (Chiquinquirá, n. 1867 - Bogotà, † 1923)
- Julio Herrera y Reissig, poeta, drammaturgo e saggista uruguaiano (Montevideo, n. 1875 - Montevideo, † 1910)
- Julio Llamazares, poeta, scrittore e giornalista spagnolo (León, n. 1955)

## Politici(13)
- Julio Acosta García, politico costaricano (San Ramón, n. 1872 - San José, † 1954)
- Julio Álvarez del Vayo, politico spagnolo (Villaviciosa de Odón, n. 1891 - Ginevra, † 1975)
- Julio Borges, politico e avvocato venezuelano (Caracas, n. 1969)
- Julio César Franco, politico e medico paraguaiano (Fernando de la Mora, n. 1951)
- Julio Garro, politico e avvocato argentino (La Plata, n. 1972)
- Julio Anguita, politico spagnolo (Fuengirola, n. 1941 - Cordova, † 2020)
- Julio Herrera y Obes, politico uruguaiano (Montevideo, n. 1841 - Montevideo, † 1912)
- Julio Mazzoleni, politico e medico paraguaiano (Asunción, n. 1971)
- Julio Antonio Mella, politico cubano (L'Avana, n. 1903 - Città del Messico, † 1929)
- Julio Menchaca Salazar, politico e giurista messicano (Pachuca, n. 1959)
- Julio César Méndez Montenegro, politico guatemalteco (Città del Guatemala, n. 1915 - Città del Guatemala, † 1996)
- Julio María Sanguinetti, politico, avvocato e giornalista uruguaiano (Montevideo, n. 1936)
- Julio César Turbay Ayala, politico colombiano (Bogotà, n. 1916 - Bogotà, † 2005)

## Produttori cinematografici(1)
- Julio Fernández Rodríguez, produttore cinematografico spagnolo (A Fonsagrada, n. 1947)

## Produttori discografici(1)
- Julio Reyes Copello, produttore discografico e pianista colombiano (Cúcuta, n. 1969)

## Pugili(6)
- Pablo Chacón, ex pugile argentino (Las Heras, n. 1975)
- Julio César Chávez Jr., pugile messicano (Culiacán, n. 1986)
- Julio César Chávez, ex pugile messicano (Ciudad Obregón, n. 1962)
- Julio Díaz, pugile messicano (Jiquilpan, n. 1979)
- Julio César García, pugile messicano (Ciudad Acuña, n. 1987)
- Julio César la Cruz, pugile cubano (Camagüey, n. 1989)

## Rapper(1)
- Voltio, rapper portoricano (San Juan, n. 1977)

## Registi(4)
- Julio Buchs, regista e sceneggiatore spagnolo (Madrid, n. 1926 - Madrid, † 1973)
- Julio Coll, regista e sceneggiatore spagnolo (Camprodon, n. 1919 - Madrid, † 1993)
- Julio García Espinosa, regista cubano (L'Avana, n. 1926 - † 2016)
- Julio Medem, regista, sceneggiatore e montatore spagnolo (San Sebastián, n. 1958)

## Rugbisti a 15(3)
- Julio Clement, ex rugbista a 15, allenatore di rugby a 15 e politico argentino (Santa Fe, n. 1962)
- Julio Farías Cabello, ex rugbista a 15 argentino (San Miguel de Tucumán, n. 1978)
- Julio García, ex rugbista a 15 e allenatore di rugby a 15 argentino (Córdoba, n. 1975)

## Scacchisti(2)
- Julio Bolbochán, scacchista argentino (Azul, n. 1920 - Caracas, † 1996)
- Julio Granda Zúñiga, scacchista peruviano (Camaná, n. 1967)

## Scrittori(4)
- Julio Alejandro, scrittore, poeta e sceneggiatore spagnolo (Huesca, n. 1906 - Javea, † 1995)
- Julio Cortázar, scrittore, poeta e critico letterario argentino (Ixelles, n. 1914 - Parigi, † 1984)
- Julio Monteiro Martins, scrittore brasiliano (Niterói, n. 1955 - Pisa, † 2014)
- Julio Ramón Ribeyro, scrittore peruviano (Lima, n. 1929 - Lima, † 1994)

## Scultori(4)
- Julio González, scultore e pittore spagnolo (Barcellona, n. 1876 - Arcueil, † 1942)
- Julio Le Parc, scultore e pittore argentino (Mendoza, n. 1928)
- Julio López Hernández, scultore spagnolo (Madrid, n. 1930 - Madrid, † 2018)
- Julio González Pola, scultore spagnolo (Oviedo, n. 1865 - Madrid, † 1929)

## Sollevatori(2)
- Julio Luna, sollevatore venezuelano (Maturín, n. 1973)
- Julio Mayora, sollevatore venezuelano (Catia La Mar, n. 1996)

## Storici(2)
- Julio Aróstegui, storico spagnolo (Granada, n. 1939 - Madrid, † 2013)
- Julio de la Cueva Merino, storico spagnolo (Santander, n. 1964)

## Tennisti(1)
- Julio Peralta, tennista e allenatore di tennis cileno (Santiago del Cile, n. 1981)

## Vescovi cattolici(2)
- Julio Angkel, vescovo cattolico micronesiano (Parem, n. 1954)
- Julio María Elías Montoya, vescovo cattolico spagnolo (Medina de Pomar, n. 1945)

## Senza attività specificata(1)
- Julio Bocca, ex ballerino argentino (Buenos Aires, n. 1967)